# Mistrovství Evropy juniorů v ledním hokeji 1975
Mistrovství Evropy juniorů v ledním hokeji 1975 byl 8. ročník této soutěže. Turnaj hostila od 21. do 30. března francouzská města Gap a Grenoble. Hráli na něm hokejisté narození v roce 1956 a mladší.
Šlo o jediný ročník uskutečněný v zemi, jejíž reprezentace na turnaji nehrála.

## Výsledky
Všech šest týmů se střetlo ve formátu každý s každým. Konečné pořadí na turnaji bylo umístění mužstva v tabulce.
| Poř. | Tým     | URS  | TCH | SWE  | FIN | POL  | GER  | Z | V | R | P | Skóre | B |
| 1.   | SSSR    | —    | 3:4 | 8:0  | 4:1 | 10:2 | 7:1  | 5 | 4 | 0 | 1 | 32:8  | 8 |
| 2.   | ČSSR    | 4:3  | —   | 3:4  | 3:1 | 7:1  | 8:4  | 5 | 4 | 0 | 1 | 25:13 | 8 |
| 3.   | Švédsko | 0:8  | 4:3 | —    | 6:1 | 11:2 | 15:3 | 5 | 4 | 0 | 1 | 36:17 | 8 |
| 4.   | Finsko  | 1:4  | 1:3 | 1:6  | —   | 4:3  | 3:3  | 5 | 1 | 1 | 3 | 10:19 | 3 |
| 5.   | Polsko  | 2:10 | 1:7 | 2:11 | 3:4 | —    | 6:2  | 5 | 1 | 0 | 4 | 14:34 | 2 |
| 6.   | SRN     | 1:7  | 4:8 | 3:15 | 3:3 | 2:6  | —    | 5 | 0 | 1 | 4 | 13:39 | 1 |

Díky rozšíření dalšího ročníku na osm mužstev nikdo nesestoupil z elitní skupiny

## Turnajová ocenění
|                        | Brankář         | Obránce         | Obránce         | Útočník    | Útočník    | Útočník    |
| ---------------------- | --------------- | --------------- | --------------- | ---------- | ---------- | ---------- |
| Ceny direktoriátu IIHF | Sergej Babariko | Björn Johansson | Björn Johansson | Karel Holý | Karel Holý | Karel Holý |

### Produktivita
|               | G | A | B  |
| ------------- | - | - | -- |
| Kent Nilsson  | 5 | 5 | 10 |
| Marek Puzelak | 8 | 1 | 9  |
| Dmitrij Fedin | 7 | 2 | 9  |
| Karel Holý    | 5 | 3 | 8  |
| Thomas Gradin | 4 | 4 | 8  |

## Mistři Evropy - SSSR
Brankáři: Sergej Babariko, Jurij Šundrov

Obránci: Vjačeslav Fetisov, Vasilij Pajusov, Gennadij Ikonnikov, Vasilij Pěrvuchin, Vladimir Vjazov

Útočníci: Dmitrij Fjedin, Nikolaj Drozděckij, Viktor Žukov, Sergej Lantratov, Alexandr Kabanov, Sergej Alexejev, Alexej Kalinin, Anatolij Stěpanov, Valerij Bragin, Sergej Abramov, Viktor Oskin.

## Československá reprezentace
Brankáři: Milan Kolísek, Pavol Švárny

Obránci: František Větrovec, Luboš Kudrna, Marián Repaský, Jiří Heinz, Marián Brúsil, Jaroslav Hanuš

Útočníci: Karel Holý, Peter Šťastný, Jozef Lukáč, Norbert Král, Jaroslav Stix, Ladislav Dinis, Karel Najman, Luboš Kšica, Josef Radoch, Luděk Škaloud.

## B skupina
Šampionát B skupiny se odehrál v Herisau ve Švýcarsku, postup na mistrovství Evropy juniorů 1976 si vybojovali domácí a Bulhaři.
1.  Švýcarsko

2.  Bulharsko

3.  Jugoslávie

4.  Rumunsko

5.  Norsko

6.  Dánsko

7.  Rakousko

8.  Francie